# Hong guerreroi
Hong guerreroi – gatunek chrząszcza z rodziny biedronkowatych i podrodziny Microweiseinae.

## Taksonomia
Gatunek ten opisany zostały po raz pierwszy w 2013 roku przez Guillerma Gonzáleza i Hermesa Escalonę na łamach „Zootaxa”. Jako miejsce typowe wskazano Reserva Nacional Los Ruiles w prowincji Cauquenes w Chile. Epitet gatunkowy nadano na cześć chilijskiego entomologa, Marcela Guerrery, który odłowił materiał typowy.

## Morfologia
Chrząszcz o podługowato-owalnym, wysklepionym ciele długości 1,3 mm i szerokości 0,7 mm. Ubarwienie ma rudobrązowe z czarną, tarczowatą plamą pośrodku pokryw. Wierzch ciała porastają szczecinki krótkie, oraz wmieszane w nie, rozproszone szczecinki długie.
Głowa jest półtorakrotnie dłuższa niż szeroka, spłaszczona, o wydatnych oczach zbudowanych z około 50 dużych omatidiów oraz półtorakrotnie dłuższych od oczu skroniach. Czułki buduje dziesięć członów, z których trzy ostatnie formują buławkę. Szczęki mają ostatni człon głaszczków szczękowych trzykrotnie dłuższy niż przedostatni.
Dwukrotnie szersze niż długie przedplecze ma łukowatą krawędź przednią, przednie kąty nieoddzielone liniami od dysku oraz ostre kąty tylne. Punkty na dysku przedplecza są delikatne, mniejsze niż na pokrywach, rozmieszczone na odległości równe ich średnicom. Punkty na pokrywach są grube, bezładnie rozmieszczone na odległości od równych ich średnicom. Przedpiersie ma słabo rozwinięty, półkowaty, nienakrywający od spodu narządów gębowych płat przedni oraz pozbawione jest żeberek. Wyrostek międzybiodrowy śródpiersia jest wyniesiony. Poprzeczne zapiersie ma obrzeżone grubymi punktami linie udowe. Smukłe odnóża kończą się czteroczłonowymi (nibytrójczłonowymi) stopami o niezmodyfikowanych pazurkach.
Odwłok ma pięć widocznych na spodzie sternitów (wentrytów), z których pierwszy jest tak długi jak trzy następne razem wzięte i zaopatrzony w obrzeżone punktami linie udowe. Samiec ma małe paramery o zaokrąglonych szczytach, dwukrotnie dłuższy od nich i ku szczytowi zwężony płat środkowy fallobazy oraz długie, cienkie, w nasadowej ćwiartce zakrzywione i dalej proste prącie o ostrym szczycie i bardzo krótkiej kapsule nasadowej. Samica ma dwukomorową spermatekę, pozbawioną infundibulum torebkę kopulacyjną, owalne gruczoły dodatkowe, pięciokrotnie dłuższe niż szerokie gonokoksyty z wierzchołkowo umieszczonymi gonostylikami.

## Ekologia i występowanie
Owad neotropikalny, endemiczny dla Chile, znany tylko z prowincji Cauquenes w regionie Maule w środkowej części kraju.